# Chandra Cheeseborough
Chandra Danette Cheeseborough (Jacksonville, 10 gennaio 1959) è un'ex velocista statunitense, vincitrice di due medaglie d'oro e una d'argento ai Giochi olimpici di Los Angeles 1984.

## Palmarès
| Anno | Manifestazione      | Sede              | Evento      | Risultato  | Prestazione | Note            |
| ---- | ------------------- | ----------------- | ----------- | ---------- | ----------- | --------------- |
| 1975 | Giochi panamericani | Città del Messico | 200 m piani | Oro        | 22"77       |                 |
| 1975 | Giochi panamericani | Città del Messico | 4×100 m     | Oro        | 42"90       |                 |
| 1976 | Giochi olimpici     | Montréal          | 100 m piani | 6ª         | 11"31       |                 |
| 1976 | Giochi olimpici     | Montréal          | 200 m piani | Semifinale | 23"20       |                 |
| 1976 | Giochi olimpici     | Montréal          | 4×100 m     | 7ª         | 43"35       |                 |
| 1979 | Giochi panamericani | San Juan          | 4×100 m     | Oro        | 43"30       |                 |
| 1984 | Giochi olimpici     | Los Angeles       | 400 m piani | Argento    | 49"05       |                 |
| 1984 | Giochi olimpici     | Los Angeles       | 4×100 m     | Oro        | 41"65       |                 |
| 1984 | Giochi olimpici     | Los Angeles       | 4×400 m     | Oro        | 3'18"29     | Record olimpico |